# Leptotroga costalis
Leptotroga costalis är en fjärilsart som beskrevs av Moore 1883. Leptotroga costalis ingår i släktet Leptotroga och familjen nattflyn. Inga underarter finns listade i Catalogue of Life.